# Dawn Steel
Dawn Leslie Steel (The Bronx, 19 agosto 1946 – Los Angeles, 20 dicembre 1997) è stata un'imprenditrice e produttrice cinematografica statunitense.
Fu la prima donna a diventare presidente di uno dei maggiori studi di produzione cinematografica di Hollywood, ricoprendo tale carica per la Columbia Pictures dal 1987 al 1990.

## Biografia
Dawn Steel nacque il 19 agosto 1946 nel Bronx da genitori ebrei russi, il sollevatore di pesi semi-professionista Nathan Steel e l'imprenditrice Lillian Tarlow. Prima della sua nascita, il padre cambiò il nome di famiglia da Spielberg a Steel affinché riflettesse la sua professione, in cui era soprannominato The Man of Steel. Dawn crebbe a New York, tra Manhattan e Great Neck. Quando aveva nove anni, il padre soffrì di un esaurimento nervoso, spingendo la madre a diventare l'unico supporto della famiglia, composta da Dawn e dal fratello minore Larry.
Steel studiò Business Administration all'Università di Boston da 1964 al 1965, ma fu costretta ad abbandonare gli studi a causa di problemi finanziari. Dal 1966 al 1967 frequentò il corso di marketing dell'Università di New York, senza completare gli studi.

## Carriera
Nel 1968, Steel lavorò brevemente come giornalista sportiva per la Major League Baseball Digest e la NFL. Lo stesso anno, venne assunta dalla redazione di Penthouse, per cui lavorò come segretaria e poi come direttrice del reparto merchandising.
Nel 1975, fondò una sua compagnia di merchandising, la Oh Dawn! Inc. Uno dei gadget da lei creati, un rotolo di carta igienica firmato con il logo di Gucci, la fece citare in giudizio da Gucci stesso per violazione di copyright. Per l'azione legale, Steel ingaggiò l'avvocato Sid Davidoff, che aveva precedentemente fornito consulenze all'ex sindaco di New York John Lindsay, e la questione venne risolta in sede privata. Nel 1978, Steel vendette tutte le sue azioni della Oh Dawn! all'ex-marito e socio Ronnie Rothstein e si trasferì a Los Angeles, dove lavorò inizialmente come consulente del merchandising per Playboy.

### Paramount e Columbia
Grazie a Davidoff, riuscì ad introdursi ad Hollywood e lì diventò coordinatrice del reparto merchandising & licensing della Paramount Pictures. Uno dei suoi primi compiti fu quello di ideare materiale promozionale e tie-in per il film Star Trek (1979). Protégé dell'allora CEO della Paramount Barry Diller, Steel fu promossa rapidamente a vice-presidente del suo reparto, diventando nel 1980 vice-presidente di produzione e nel 1983 vice-presidente di produzione anziano. Nel 1985, raggiunse la carica di presidente di produzione, impresa riuscita precedentemente solamente ad un'altra donna, Sherry Lansing nel 1980 alla Twentieth Century Fox. Come presidente di produzione, Steel fu responsabile della creazione e gestione produttiva di numerosi successi della Paramount durante gli anni ottanta, tra cui i film Flashdance, Attrazione fatale, Footloose, Beverly Hills Cop - Un piedipiatti a Beverly Hills e Top Gun, venendo tuttavia licenziata nel 1987.
Lo stesso anno, Steel approdò alla Columbia Pictures, che le aveva precedentemente offerto la carica di presidente, divenendo così la prima donna a ricoprire il ruolo di presidente di una delle grandi case di produzione cinematografica (major) hollywoodiane. Tuttavia, la breve permanenza di Steel alla Columbia fu segnata da numerose perdite economiche, continuando la parabola discendente intrapresa durante la precedente presidenza di David Puttnam. Nel 1989, dopo diversi tracolli finanziari dovuti anche alla perdita del sostegno da parte della società madre, la Columbia finì per essere acquisita dal colosso giapponese Sony, e Steel rassegnò le sue dimissioni nel gennaio del 1990.

### Come produttrice indipendente
Lo stesso anno, fondò, tramite un contratto con la Walt Disney Company, la propria casa di produzione, chiamata Steel Pictures. Per la Disney, Steel ricoprì per la prima volta il ruolo di produttrice, producendo commedie e film per famiglie come Tesoro, mi si è allargato il ragazzino, Cool Runnings - Quattro sottozero e Sister Act 2 - Più svitata che mai. Nel 1993, la Pocket Books pubblicò il suo libro di memorie, They Can Kill You But They Can't Eat You, in cui Steel descriveva le proprie esperienze e difficoltà affrontate in quanto donna mentre lavorava alla Paramount e alla Columbia.
Nel 1994, Steel fondò assieme al marito Charles Roven una nuova compagnia, l'Atlas Entertainment, stringendo un contratto di tre anni con la Turner Pictures. Per la Atlas, produsse tra il 1995 e il 1997 film come Il tocco del male e City of Angels - La città degli angeli.

## Vita privata
Oltre che un breve matrimonio, durato meno di un anno, nel 1975 con l'imprenditore Ronnie Rothstein, Steel ebbe una relazione con l'attore Richard Gere nel 1975 e con il regista Martin Scorsese nel 1983. Nel 1985, sposò il produttore Charles Roven, con cui rimase fino alla propria morte ed ebbe una figlia, Rebecca (n. 1987).

### Malattia e morte
Nell'aprile del 1996, all'età di cinquant'anni, le fu diagnosticato un tumore al cervello. Dopo una battaglia di quasi due anni contro la malattia, Steel morì il 20 dicembre 1997 a Los Angeles. Il film City of Angels - La città degli angeli (1998), da lei prodotto, venne dedicato alla sua memoria.

## Filmografia

### Produttrice
- Tesoro, mi si è allargato il ragazzino (Honey, I Blew Up The Kid), regia di Randal Kleiser (1992)
- Cool Runnings - Quattro sottozero (Cool Runnings), regia di Jon Turteltaub (1993)
- Sister Act 2 - Più svitata che mai (Sister Act 2: Back in the Habit), regia di Bill Duke (1993)
- Angus, regia di Patrick Read Johnson (1995)
- Il tocco del male (Fallen), regia di Gregory Hoblit (1998)
- City of Angels - La città degli angeli (City of Angels), regia di Brad Silberling (1998)

## Opere
- (EN) Dawn Steel, They Can Kill You But They Can't Eat You: Lessons from the Front, New York, Pocket Books, 1993, ISBN 0671738321.